# Rosian
Rosian ist eine Ortschaft und ein Ortsteil von Möckern im Landkreis Jerichower Land in Sachsen-Anhalt.

## Geografie
Rosian liegt an der oberen Ehle, 17 Kilometer östlich des Stadtzentrums von Möckern entfernt. Die Gemarkung des Ortes gehört zur westlichen Fläminghochfläche, einer Heide- bzw. magerrasenreichen Waldlandschaft des norddeutschen Tieflandes. Östlich des Ortes erstrecken sich die Wälder des Landschaftsschutzgebietes Westfläming. Der Westfläming fällt hier allmählich in Richtung Elbe ab. Die unmittelbare Umgebung in einem Radius von zwei Kilometern wird durch landwirtschaftliche Flächen bestimmt. Nördlich und südlich des Ehletales erreicht das Gelände um Rosian Höhen von ca. 95 m ü. NHN. Rosian liegt nahe an der Bundesstraße 246 von Möckern über Loburg nach Bad Belzig.
Neben dem Ortsteil Rosian gehört zur gleichnamigen Ortschaft der Ortsteil Isterbies.

## Geschichte
1260 wurde der Ort erstmals urkundlich erwähnt und wurde zunächst Resegane genannt, der Name ist slawischer Herkunft. In einigen Quellen wird erwähnt, dass an seiner Stelle 1188 eine Sumpfburg vorhanden war. 1383 wurde Resegane als Pfarrdorf angeführt. Eine Kirche war bereits 1274 vorhanden. Zunächst unter der Herrschaft des Erzbistums Magdeburg, kam Rosian nach dem Dreißigjährigen Krieg 1688 zum brandenburgischen Herzogtum Magdeburg. Bei der Teilung des bisherigen Jerichower Gesamtkreises in zwei Distrikte durch die preußische Verwaltung wurde Rosian dem Distrikt 1 zugeteilt, aus dem sich später der Landkreis Jerichow I entwickelte, der mit seinem Verwaltungssitz Burg bis 1952 bestand. Bei der Verwaltungsneuordnung der DDR-Regierung von 1952 kam Rosian zum Kreis Loburg innerhalb des Bezirkes Magdeburg. 1957 wurde der Kreis Loburg aufgelöst und Rosian dem Kreis Zerbst zugeschlagen. 1974 wurde der Ort Isterbies eingemeindet. Nach der deutschen Wiedervereinigung und der 1. Kreisreform des Bundeslandes Sachsen-Anhalt wurde Rosian dem Landkreis Anhalt-Zerbst zugeordnet. Kommunalpolitisch gehörte Rosian bis zum 30. Juni 2007 zur Verwaltungsgemeinschaft Elbe-Ehle-Nuthe. Im Zuge der Kreisgebietsreform von 2007 wurde der Landkreis Anhalt-Zerbst aufgelöst und Rosian in den Landkreis Jerichower Land überführt. Am 1. Januar 2009 wurde Rosian in die Stadt Möckern eingemeindet.
1910 hatte Rosian 636 Einwohner, deren Zahl bis 1933 auf 588 sank. Im Jahr 1964 lag die Einwohnerzahl bei 585.

## Politik
Ortsbürgermeister ist Thomas Schnee.
Das Wappen wurde am 18. März 1993 durch das Regierungspräsidium Dessau genehmigt.
Blasonierung: „Gespalten von Rot und Silber; vorn eine silberne Kornähre und hinten auf grünem Berg ein dreifach gezinnter roter Turm.“
Die Gemeindefarben sind Rot - Silber (Weiß).
Das Wappen wurde von der Heraldischen Gesellschaft „Schwarzer Löwe“ Leipzig gestaltet. Die Ähre soll die seit alters her in der Gemeinde betriebene Landwirtschaft dokumentieren, welches den Haupterwerbszweig der Einwohner darstellt. Der Turm deutet auf die vormals vorhandene Burg auf dem noch vorhandenen Hügel hin und hat nur noch symbolischen wie historischen Charakter. Die Farben Rot und Silber verweisen auf die frühere Zugehörigkeit zum Erzbistum und späteren Herzogtum Magdeburg.
Die Flagge ist schwarz-weiß (1:1) gestreift (Querform: Streifen waagerecht verlaufend, Längsform: Streifen senkrecht verlaufend) und mittig mit dem Gemeindewappen belegt. Die Flagge wurde am 23. Dezember 2008 durch den Landkreis genehmigt.

## Bauwerke
Die Dorfkirche zu Rosian, deren Ursprung bis in das 13. Jahrhundert zurückreicht, weist noch zahlreiche Elemente des spätromanischen Baustils auf. In der Nord- und der Ostwand der Apsis sind noch die ursprünglichen Fenster und an der Südseite des Chors die rundbogige Priesterpforte erhalten. Andere romanische Fenster und Portale sind zwar zugemauert aber noch sichtbar. 
Das Bauwerk besteht aus dem rechteckigen Kirchenschiff mit Satteldach, dem eingerückten fast quadratischen Chor und der Apsis. Über dem Westgiebel wurde 1788 ein Fachwerkdachreiter mit ziegelgedecktem Pyramidendach errichtet. Alle Umfassungsmauern bestehen aus behauenen Feldsteinen. 
Im Inneren wird das Kirchenschiff von einer flachen Decke abgeschlossen. Auch hier weisen ein runder Triumphbogen und der Apsisbogen auf den romanischen Ursprung hin. Der Taufstein aus Sandstein mit rundem Becken und seinem achteckigen Fuß stammt aus spätromanischer Zeit. Um 1520 wurde der spätgotische Schnitzaltar mit Mittelschrein, Flügeln und Predella gefertigt. Alle Teile sind mit Malereien versehen, die die Madonna, die zwölf Apostel und das Schweißtuch der Veronika (Predella) zeigen. Von 1587 stammt die hölzerne Kanzel. Im Chor sind Wandmalereien aus der Zeit um 1500 erhalten geblieben. Sie zeigen in zwei Reihen Darstellungen von Heiligen. Erkennbar sind noch Petrus, Andreas, Paulus und Jakobus sowie ein Bischof. 